# ماريا تيريزا فرنانديز دي لا فيغا
ماريا تيريزا فرنانديز دي لا فيغا (بالإسبانية: María Teresa Fernández de la Vega Sanz )‏ (و. 1949  م) هي سياسية، وقاضية إسبانية، ولدت في بلنسية، هي عضوةٌ في الجمعية البرلمانية لمجلس أوروبا.

## مناصب
تولت منصب عضو مجلس النواب الإسباني ‏ (27 مارس 2008–27 أكتوبر 2010)
- النائب الأول لرئيس وزراء إسبانيا ‏ (18 أبريل 2004–21 أكتوبر 2010)
- المتحدث باسم الحكومة الإسبانية [الإنجليزية]‏ (18 أبريل 2004–21 أكتوبر 2010)
- عضو مجلس النواب الإسباني  [لغات أخرى]‏ (25 مارس 2004–15 يناير 2008)[7]
- عضو مجلس النواب الإسباني  [لغات أخرى]‏ (23 مارس 2000–2 أبريل 2004)[8]
- عضو مجلس النواب الإسباني  [لغات أخرى]‏ (18 مارس 1996–5 أبريل 2000).[9]

## التعليم
تعلمت في جامعة كمبلوتنسي بمدريد، وجامعة برشلونة.

## جوائز
حصلت على جوائز منها:
- وسام الصليب الأعظم البيروفي لرهبانية الشمس (8 يوليو 2004)[10]
- وسام النجوم الثلاثة.